# Мухоловка мінданайська
Мухоло́вка мінданайська (Ficedula crypta) — вид горобцеподібних птахів родини мухоловкових (Muscicapidae). Ендемік Філіппін.

## Опис
Довжина птаха становить 12 см. Верхня частина тіла темно-коричнева, хвіст іржасто-рудий. Обличчя і горло охристі, груди світло-сірі, живіт білий. Лапи чорні.

## Поширення і екологія
Міндананайські мухоловки є ендеміками острова Мінданао. Вони живуть в нижньому ярусі вологих рівнинних і гірських тропічних лісів, на висоті від 700 до 1500 м над рівнем моря. Живляться комахами та іншими дрібними безхребетними, яких шукають в підліску.